# 喬許·哈里森
約書亞·以賽亞·哈里森（英語：Joshua Isaiah Harrison，1987年7月8日—），為前美國職棒大聯盟的外野手，他生涯曾效力過海盜、老虎、國民、運動家、白襪與費城人等隊。

## 職業生涯

### 芝加哥小熊
2008年美國職棒大聯盟選秀，哈里森於第6輪被小熊隊選走。2009年7月30日，小熊隊將哈里森、Kevin Hart與José Ascanio交易至海盜隊，換來John Grabow與Tom Gorzelanny。

### 匹茲堡海盜
2011年5月30日，哈里森與海盜隊簽約。5月31日，他面對R·A·迪奇擊出大聯盟首安。2012年5月18日，他在第9局打破賈斯丁·韋蘭德的無安打。
2013年4月14日，他被下放至3A。5月7日，因為James McDonald進入傷兵名單被召回大聯盟。5月8日，球隊將另一名選手Duke Welker召上大聯盟，他再度被下放。
2014年上半季，哈里森的打擊率為2成98。7月6日，他與隊友安德魯·麥卡琴及Tony Watson一同入選明星賽。
2014年球季，他的打擊率為3成15。不過洛磯隊的賈斯汀·摩爾諾以3成19打擊率擊敗哈里森拿下打擊王。
2015年球季，哈里森與球隊簽下4年的延長合約。他以三壘手的身分成為球隊開季先發名單。球季中，球隊二壘手Neil Walker被交易到大都會隊。哈里森因此在2016年球季成為隊上的二壘手。
2017年8月23日，道奇隊的里奇·希爾投出了9局的無安打比賽。不過哈里森在10局下擊出再見全壘打。他成為第一位在延長賽用再見全壘打打破無安打的球員。9月3日，他因為左手掌掌骨碎裂而進入傷兵名單。
2018年4月15日，哈里森被觸身球擊中左手提前退場。4月16日，他的掌骨再度碎裂休息6週。10月31日球季結束後，哈里森成為自由球員。

### 底特律老虎
2019年2月23日，哈里森與老虎隊簽下一年合約。為了致敬前老虎隊選手盧·懷泰克，哈里森選擇1號做為其背號。不過他在老虎隊只出賽36場，打擊率僅1成76。5月因傷進入傷兵名單，8月9日遭到老虎隊釋出。

### 費城費城人
2019年11月26日，哈里森與費城人簽下一紙小聯盟合約。2020年7月21日，哈里森自請向費城人提出離隊要求，球隊也將他釋出。

### 華盛頓國民
2020年7月27日，哈里森與國民隊簽下1年的小聯盟合約。

### 奧克蘭運動家
2021年7月30日，國民將哈里森和楊·高姆茲交易到運動家，換來Drew Millas、Richard Guasch和Seth Shuman。2021年，他的打擊率為2成79，並敲出8轟與60分打點。

### 芝加哥白襪
2022年3月15日，他和白襪隊簽下一年550萬美元的合約。2022年11月7日，哈里森成為自由球員。

### 重返費城人
2023年1月30日，哈里森與費城人簽下1年200萬美元的合約。整季他的打擊率僅2成04，並敲出2轟與10分打點。8月1日，因為球隊交易來麥可·洛倫岑而將他指定讓渡。他也在隔日遭到球隊釋出。

## 國際賽
2017年世界棒球經典賽，哈里森代表美國隊出賽。

## 外部連結
- 球員資訊和成績在MLB ，ESPN ，Retrosheet ，Baseball Reference ，Baseball Reference (Minors) ，Fangraphs ，The Baseball Cube （英文）
- 喬許·哈里森的X（前Twitter）
- 喬許·哈里森在台灣棒球維基館上的頁面（繁體中文）